# Networking
El término hacer contactos, o el anglicismo networking, se usa habitualmente en el mundo de los negocios para hacer referencia a una actividad socioeconómica en la que profesionales y emprendedores se reúnen o contactan para formar relaciones empresariales, crear y desarrollar oportunidades de negocio, compartir información y buscar clientes potenciales. Sin embargo el término Networking es mucho más amplio ya que se refiere a la creación de redes de contactos en general, ya que alude a la relación entre las personas, sea o no sea en el ámbito profesional, es decir, se puede hacer Networking personal sin necesidad de haber transacciones profesionales o comerciales de por medio, por ejemplo en el ámbito personal, deportivo, espiritual entre muchos otros.
En este ámbito se emplean términos como multinivel, mercadotecnia relacional, trabajo en red, redes de mercadeo o redes de negocio. En el caso del multinivel (MLM en inglés) se utiliza el término Network Marketing que es la creación de redes utilizando el Networking como forma de desarrollo de dichas redes.

## Historia
Los inicios de la creación de contactos se remontan en 1861 cuando aparecen los primeros vendedores ambulantes en Estados Unidos, y comienza a consolidarse gracias a la industria del MLM a lo largo del siglo XX.
En la segunda mitad del siglo XX, el concepto de hacer contactos fue promovido para ayudar a emprendedores y profesionales a conseguir y construir capital social. Más tarde, en Estados Unidos, los defensores de la igualdad en entornos laborales promovían las redes profesionales entre miembros de grupos sociales en riesgo de exclusión para identificar y analizar las barreras que les impedían alcanzar el éxito profesional.
La disminución en la credibilidad de la publicidad es uno de los motivos que ha llevado a las empresas en el siglo XXI a retomar una estrategia de venta directa que genere confianza, personalización y proximidad como es el caso de la creación de contactos.
Así mismo, durante las últimas décadas del siglo XX, el concepto de networking se ha relacionado con herramientas que facilitan el camino hacia el éxito profesional y, actualmente, su significado se ha expandido más allá de sus raíces originales como práctica de negocios, hasta alcanzar otros terrenos como el científico o el doméstico.

## Tipos de redes de contactos
Las redes de contactos se puede establecer a diversos niveles, como por ejemplo:
- Personal: generación de una red de contactos de carácter personal, fuera del ámbito profesional. Su objetivo es principalmente crear relaciones sociales.
- Estratégica: suelen ser contactos de carácter profesional y transversal (horizontal y vertical) de potencial interés en un futuro para lograr objetivos e incrementar oportunidades de negocio.
- Operacional: generación de contactos e intercambio de conocimiento entre los empleados de una empresa. El objetivo de este tipo de red es la coordinación y cooperación entre los integrantes de un equipo para la resolución de problemas, desarrollo de proyectos, implementación de procesos (innovación, transformación digital...)
- Informal: se construye de forma natural y cotidiana, muchas veces de forma inconsciente, a través de nuestras interacciones en contextos sociales que no están relacionados directamente con el trabajo.

## Redes profesionales
Una red de contactos es un tipo de entramado social profesional que ayuda a los profesionales a conectar con otros gerentes, directivos y cargos con poder de decisión, o emprendedores para profundizar en sus respectivos intereses empresariales mediante el establecimiento de relaciones beneficiosas.
Existen organizaciones que promueven los contactos profesional mediante la realización de eventos que permiten a los asistentes construir nuevas relaciones profesionales y empresariales y generar nuevas oportunidades de negocio. Las Cámaras de comercio y muchos otros tipos de asociaciones también organizan actividades de networking.
Muchos profesionales aseguran que hacer contactos es un método más efectivo para generar oportunidades de negocio que la publicidad o las relaciones públicas. Esto se debe a que se trata de una actividad de bajo coste que implica una relación más personal y cualitativa, por encima de los esfuerzos cuantitativos.
Existen otras reuniones más específicas que son ejemplo de hacer contactos informales, como guanxi en China, blat en Rusia u old boy network en Reino Unido.
En el caso de hacer contactos formales, los miembros de la red de contactos se reúnen semanal o mensualmente, o de manera menos frecuente, con el propósito de compartir información, intercambiar leads de negocios y referir a otros posibles miembros. Para complementar esta actividad, los miembros también se reúnen a título personal, en un cara a cara o one-to-one para profundizar las relaciones profesionales.
El networking puede llevarse a cabo de manera local, regional o incluso internacional, a través de encuentros, desayunos directivos, eventos, congresos o conferencias. Desde la generalización de internet a finales de los años 90, las creación de contactos también pueden realizarse de manera virtual a través de videoconferencia, o empleando otros métodos, como el correo electrónico o aplicaciones de mensajería instantánea que facilitan el mantenimiento de las relaciones profesionales internacionales.

## Estrategias para enfrentar una oportunidad de networking
Como cualquier otra habilidad, networking, pueden ser aprendido, practicado y dominado, en cualquiera de las áreas en donde se ejecute. Algunas tácticas previas al evento, son:
1. Establecer una meta para el evento (¿Por qué estas ahí?) 
¿Qué consideraría un éxito cuando regrese a casa esta noche?
2. Preparar un elevator pitch antes del evento
Elaborar un discurso que permita al interlocutor hacer preguntas.
3. Ensayar una pequeña platica antes del evento
Evitar en cualquier momento los silencios incómodos.

## Beneficios del Networking
El networking, más allá de ser una práctica consolidada en el ámbito profesional, ofrece múltiples beneficios para quienes lo implementan de manera efectiva.
- Establecimiento de alianzas estratégicas: Facilita la creación de vínculos con profesionales de distintos rubros, potenciando la complementariedad de talentos y competencias.
- Detección de tendencias emergentes: Permite mantenerse actualizado sobre el estado y evolución del mercado profesional, identificando oportunidades de innovación y desarrollo.
- Promoción de servicios profesionales: Ofrece un canal directo y personalizado para la divulgación de servicios, superando las limitaciones de los métodos tradicionales de publicidad.
- Generación de pelaciones a largo plazo: Abre la puerta a la construcción de redes de contacto sostenibles, que pueden derivar en futuras colaboraciones o proyectos conjuntos.